# Ulrich Wetzel – Das Jugendgericht
Ulrich Wetzel – Das Jugendgericht ist eine pseudo-dokumentarische Gerichtsshow des Senders RTL und die Neuauflage der Sendung Das Jugendgericht, welche zwischen 2001 und 2007 auf RTL ausgestrahlt wurde. Die Sendung zeigt fiktive Gerichtsverhandlungen im Jugendstrafrecht.

## Geschichte
Von 2001 bis 2007 lief die Vorgängersendung Das Jugendgericht bei RTL. 2022 gab RTL wieder den Auftrag, Neuauflagen der Gerichtsshows Ulrich Wetzel – Das Strafgericht und Barbara Salesch – Das Strafgericht zu produzieren. Aufgrund der sehr guten Einschaltquoten entschied sich RTL Anfang 2023, eine Neuauflage von Das Jugendgericht wieder zu produzieren. Allerdings führt nun Ulrich Wetzel die Sendung als Richter, der Grund dafür ist, dass sowohl die ehemalige Richterin Ruth Herz, als auch Kirsten Erl mittlerweile verstorben sind. Christopher Posch ist der einzige Darsteller, der sowohl in der Erstauflage als auch in der Neuauflage mitspielt, alle anderen wurden „ausgetauscht“. Die Staatsanwälte sind, wie bei Ulrich Wetzel – Das Strafgericht, ebenfalls Gabriele Bender-Paukens und Stephan Lucas sowie die aus der Gerichtsshow Richter Alexander Hold bekannte Benita Brückner. Die Neuauflage wird von Constantin Entertainment produziert.

## Episodenliste
| Episodennummer | Titel                                                                                         | Erstausstrahlung |
| -------------- | --------------------------------------------------------------------------------------------- | ---------------- |
| 1              | Teenager wirft Chinaböller in fahrendes Auto                                                  | 24.04.2023       |
| 2              | Hat Schülerin ihren Fahrlehrer niedergestochen?                                               | 25.04.2023       |
| 3              | Kontrollsüchtige Mutter wird Opfer eines hinterhältigen Anschlags                             | 26.04.2023       |
| 4              | Hat Schüler beim Spannen mit Drohne Nachbarin verletzt?                                       | 27.04.2023       |
| 5              | Lehrer kollabiert nach Saunagang mit Schülerin                                                | 28.04.2023       |
| 6              | Generationen-Clash: Oma wird von Enkelin ausgeraubt                                           | 02.05.2023       |
| 7              | Stiller Teenie soll Stiefvater nach Drill-Sessions niedergeschlagen haben                     | 03.05.2023       |
| 8              | Verpatzte Hochzeit                                                                            | 04.05.2023       |
| 9              | Tochter von Influencerin zerschneidet Mutter das Gesicht                                      | 05.05.2023       |
| 10             | Gemobbte Lehramtsstudentin sperrt Schülerin ein                                               | 08.05.2023       |
| 11             | Muttersöhnchen schrottet Porsche vom Nachbarn                                                 | 09.05.2023       |
| 12             | Minderjähriges Partygirl fährt ohne Führerschein und verletzt Hebamme schwer                  | 10.05.2023       |
| 13             | Mobbingopfer soll Bombe im Internat deponiert haben                                           | 11.05.2023       |
| 14             | Skrupelloses Mädchenduo versetzt Viertel in Angst und Schrecken                               | 12.05.2023       |
| 15             | Kfz-Azubi soll Freundin mit Baseballschläger am Knie verletzt haben                           | 15.05.2023       |
| 16             | Brave Studentin soll nach Streit Witwer beklaut haben                                         | 16.05.2023       |
| 17             | Jugendliche zertrümmert Auto und klaut Laptop                                                 | 17.05.2023       |
| 18             | Schüchterner Kochazubi soll Chefin nach Mobbing mit Pfanne erschlagen haben                   | 19.05.2023       |
| 19             | Dreister Schüler überfällt Bank                                                               | 22.05.2023       |
| 20             | Blumenladen leidet unter diebischer Elster                                                    | 23.05.2023       |
| 21             | Wohlhabender Sohn soll Clique geholfen haben, in sein Elternhaus einzubrechen                 | 24.05.2023       |
| 22             | Wurde Mutter eingesperrt, um romantische Reise der Tochter nicht zu gefährden?                | 25.05.2023       |
| 23             | Privatschüler bedroht Geisel in Handyshop                                                     | 26.05.2023       |
| 24             | Hat Schülerin Rivalin die Treppe hinuntergestoßen?                                            | 30.05.2023       |
| 25             | Babysitter unachtsam – Familie obdachlos und Kind verletzt                                    | 31.05.2023       |
| 26             | Finanziert Teenager seine Markenfixierung mit Tankstellenraub?                                | 01.06.2023       |
| 27             | Knockte frustriertes Mädchen Mutter aus, um Party zu machen?                                  | 02.06.2023       |
| 28             | Jung-Influencer soll sich an Stiefvater für das gekappte Internet gerächt haben               | 05.06.2023       |
| 29             | Verwüstung in Luxusvilla – wie gefährlich ist Ex-Mitschüler von Architektensohn?              | 06.06.2023       |
| 30             | Schülerin einer Mädchenschule soll Handwerker belästigt haben                                 | 07.06.2023       |
| 31             | Zu wenig Taschengeld! Rächte sich 16-Jährige an geiziger Mutter?                              | 08.06.2023       |
| 32             | Glasscherben im Schuh vor Marathonlauf                                                        | 09.06.2023       |
| 33             | Griechische Spezialitäten frei Haus! Essenslieferant soll aus Rache seine Ex überfallen haben | 12.06.2023       |
| 34             | Schülerin soll im Schulsekretariat geklaut haben                                              | 13.06.2023       |
| 35             | Randalierte Mitbewohner in WG seiner Cousine?                                                 | 14.06.2023       |
| 36             | Heimkind soll Chef fast ertränkt haben                                                        | 15.06.2023       |
| 37             | Einbrecherin beißt KiTa-Hausmeister in den Finger                                             | 16.06.2023       |
| 38             | Wollte Bademeisterin mit Gewalt die Liebesbeziehung der Mutter zerstören?                     | 19.06.2023       |
| 39             | Jugendliche soll anaphylaktischen Schock bei ihrem Direktor ausgelöst haben                   | 20.06.2023       |
| 40             | Zerstörte Schüler mit einem Traktor den Schulgarten?                                          | 21.06.2023       |
| 41             | Wollte 17-Jähriger aus Geldgier seine wohlhabende Großtante töten?                            | 22.06.2023       |
| 42             | Schülerin soll angehende Fluglotsin erpresst und geschlagen haben                             | 23.06.2023       |
| 43             | Altenpflegerin soll Rentner eingesperrt haben                                                 | 26.06.2023       |
| 44             | Zerstörte junge Feuerwehrfrau Gartenzwerg-Idylle?                                             | 27.06.2023       |
| 45             | Lehrerin auf Klassenfahrt mit Pfefferspray durch Klimaanlage verletzt?                        | 28.06.2023       |
| 46             | Beautyverrückte Stiefmutter hat schweres Erbe                                                 | 29.06.2023       |
| 47             | Half gutmütiger Muskelmann bei vermeintlichem Umzug oder beging er dreisten Einbruchdiebstahl | 30.06.2023       |

| Episodennummer | Titel                                                                                         | Erstausstrahlung |
| -------------- | --------------------------------------------------------------------------------------------- | ---------------- |
| 1              | Tanzleidenschaft soll Straftat ausgelöst haben                                                | 04.09.2023       |
| 2              | Motivrätsel – Wieso sticht 19-Jährige ihren Chef nieder?                                      | 05.09.2023       |
| 3              | Diebischer Teenager jagt Rollstuhlfahrerin in Umkleidekabine Angst ein                        | 06.09.2023       |
| 4              | Schwer erziehbarer Jugendlicher soll die Bremsen seiner einzigen Vertrauten manipuliert haben | 07.09.2023       |
| 5              | Abgestempelt! Rächte sich zweifache Teenie-Mama für Mobbing?                                  | 08.09.2023       |
| 6              | Abiturientin soll sich an Frau des Exfreundes gerächt haben                                   | 11.09.2023       |
| 7              | Azubi soll Bräutigam am Hochzeitstag entführt haben                                           | 12.09.2023       |
| 8              | Abschlussstreich landet auf Lehrers Nacken                                                    | 13.09.2023       |
| 9              | Familienstreit wegen junger Verlobter                                                         | 14.09.2023       |
| 10             | Ungeliebter Sohn soll bei seinem eigenen Vater eingebrochen sein                              | 15.09.2023       |
| 11             | Wurde Mutter einer Nachhilfeschülerin brutal von Leiter gestoßen?                             | 18.09.2023       |
| 12             | Streit mit Anwohnern eskaliert – 14-Jähriger vor Gericht                                      | 19.09.2023       |
| 13             | Hat sich drangsaliertes Au Pair an Gastfamilie gerächt?                                       | 20.09.2023       |
| 14             | Jugendliche greift Pflegemutter ihres Babys an                                                | 21.09.2023       |
| 15             | Schülerin mischt Kleingartenverein auf                                                        | 22.09.2023       |
| 16             | Vergessen auf der Akupunkturliege                                                             | 25.09.2023       |
| 17             | Dreister Betrug: Hat Teenager mit geliehenem Roller Alleinerziehende abgezockt?               | 26.09.2023       |
| 18             | Fauler Bruder soll Multijobber-Schwester niedergeschlagen haben                               | 27.09.2023       |
| 19             | Liebestoller Teenie soll Rikscha geklaut und demoliert haben                                  | 28.09.2023       |
| 20             | Tochter soll Erbstück verscherbelt haben                                                      | 29.09.2023       |

## Besetzung
Alle Juristen-Rollen der Sendung werden von tatsächlichen Juristen gespielt. Ulrich Wetzel ist der vorsitzende Richter, Gabriele Bender-Paukens, Benita Brückner und Stephan Lucas verkörpern die Staatsanwaltschaft; Manon Heindorf, Jörn-Jacob Guthold und Christopher Posch sind als Strafverteidiger zu sehen. Zusätzlich sind in der Sendung Jugendgerichtshilfen dabei.
| Darsteller              | Rolle                | Zeitraum |
| ----------------------- | -------------------- | -------- |
| Ulrich Wetzel           | Vorsitzender Richter | 2023     |
| Gabriele Bender-Paukens | Staatsanwältin       | 2023     |
| Benita Brückner         | Staatsanwältin       | 2023     |
| Stephan Lucas           | Staatsanwalt         | 2023     |
| Manon Heindorf          | Verteidigerin        | 2023     |
| Jörn-Jacob Guthold      | Verteidiger          | 2023     |
| Christopher Posch       | Verteidiger          | 2023     |
| Luca Rizzo              | Jugendgerichtshilfe  | 2023     |
| Ingo Schneider          | Jugendgerichtshilfe  | 2023     |
| Yasmina Schäfer         | Jugendgerichtshilfe  | 2023     |
| Silke Lörek             | Jugendgerichtshilfe  | 2023     |
| Funda Bıçakoğlu         | Staatsanwältin       | 2023     |
| Markus Feuerherdt       | Justizwachtmeister   | 2023     |
| Marcel Hohn             | Justizwachtmeister   | 2023     |

## Ausstrahlung
Mit Beginn der Ausstrahlung am 24. April 2023 lief die Sendung werktäglich im Anschluss an Barbara Salesch – Das Strafgericht und Ulrich Wetzel – Das Strafgericht um 17:00 Uhr. Seit Anfang Oktober 2023 wird der Sendeplatz mit weiteren Neuauflagen früherer Serien bespielt. Zunächst kehrte Verklag mich doch! zurück, seit Mai 2024 laufen neue Folgen des Blaulicht-Reports.